# Agrotis giffardi
Agrotis giffardi är en fjärilsart som beskrevs av Otto Herman Swezey 1932. Agrotis giffardi ingår i släktet Agrotis och familjen nattflyn. Inga underarter finns listade i Catalogue of Life.